# Shōhei Yabiku
Shōhei Yabiku (jap. 屋比久翔平 Yabiku Shōhei; ur. 4 stycznia 1995) – japoński zapaśnik walczący w stylu klasycznym. Brązowy medalista olimpijski z Tokio 2020 w kategorii 77 kg. Trzynasty na mistrzostwach świata w 2018 i 2022 roku. 
Piąty na igrzyskach azjatyckich w 2018 i na mistrzostwach Azji w 2018. Trzeci na MŚ juniorów w 2013 roku.